# Altmannsweiler
Altmannsweiler ist ein Teilort von Schrezheim, einem Stadtteil von Ellwangen (Jagst).

## Beschreibung
Altmannsweiler liegt etwa 3,5 Kilometer westlich von Ellwangen und etwa drei Kilometer nordwestlich von Schrezheim auf etwa 480–460 m ü. NHN auf dem und am Hügelrücken zwischen den Tälern des Wolfsbachs im Norden und des Kaltenbachs im Süden, zwei aufeinanderfolgenden kurzen rechten Bächen zum unteren Rotenbach unterhalb des Glasweihers. Eine Querverbindung zwischen der L 1073 Ellwangen–Adelmannsfelden und der Straße Hinterlengenberg–Rotenbach, von welcher im Ort eine kurze Stichstraße abgeht, erschließt den Weiler, dessen etwa zwei Dutzend nummerierte Häuser sich an den beiden Straßen reihen. Der auf Stubensandstein (Löwenstein-Formation) stehende Ort liegt inmitten einer vom Rotenbach-Talwald im Osten zum Wald um den nordwestlichen Hinterlengenberger Schwarzjurarücken im Westen etwa 1,5 km langen und quer dazu etwa halb so breiten offenen Flur mit mehr Wiesen als Äckern, die außer an der Nordostseite überall von Wäldern umschlossen ist. Im östlichen Ortsbereich ist der Stubensandstein mit einer kleinen Insel Goldshöfer Sande überlagert.

## Geschichte
Der Ort soll im Jahr 1409 von Albert von Hohenhard an das Kloster Ellwangen heimgefallen sein. Sicher ist er im Jahr 1429 erwähnt und gehörte damals zum Amt Ellwangen in der Fürstpropstei Ellwangen, welche 1802 im Zuge Säkularisation an das Königreich Württemberg fiel.